# Jan Wallanders och Tom Hedelius stiftelse
Jan Wallanders och Tom Hedelius stiftelse är en svensk forskningsstiftelse. Den grundades 1961 av Handelsbanken och är en av de så kallade Handelsbanksstiftelserna. Tillsammans med Tore Browaldhs stiftelse, som inrättades 1978, utgör den en del av Handelsbankens långsiktiga satsning på att stödja samhällsvetenskaplig forskning.
Stiftelsens ändamål är att främja vetenskaplig forskning inom främst ekonomiska ämnen. Det handlar om att stödja långsiktig, fri och oberoende forskning vid svenska universitet och högskolor, särskilt inom nationalekonomi, företagsekonomi och ekonomisk historia. Stiftelsen delar bland annat ut forskningsmedel i form av programanslag och individuella stipendier till unga forskare.
Stiftelsen är uppkallad efter Jan Wallander, tidigare verkställande direktör och styrelseordförande i Handelsbanken, samt Tom Hedelius, tidigare vd och styrelseordförande i banken samt styrelseordförande i Industrivärden.

### Samarbetet med Tore Browaldhs stiftelse
Jan Wallanders och Tom Hedelius stiftelse samarbetar nära med Tore Browaldhs stiftelse, som inrättades 1978 av Handelsbanken till minne av den tidigare vd:n Tore Browaldh. De två stiftelserna har gemensam styrelse och forskningsnämnd, och samordnar sin verksamhet genom Handelsbankens forskningsstiftelser.
Tillsammans delar stiftelserna ut anslag inom sex huvudsakliga former: Program, Wallanderstipendier, Browaldhstipendier, Hedeliusstipendier, forskarutbyte och spridning, samt särskilda anslag.
Under våren 2025 beviljade de två stiftelserna tillsammans 138 forskare anslag på sammanlagt 206 miljoner kronor. Den totala förmögenheten för de båda stiftelserna uppgick vid årsskiftet 2024/2025 till cirka 13 miljarder kronor, och totalt har över 3,9 miljarder kronor delats ut till forskning sedan starten.
Stiftelsernas medel förvaltas av en gemensam styrelse, medan forskningsbesluten fattas av en forskningsnämnd bestående av tio professorer samt styrelseledamöterna. 